# Université Kwansei gakuin
L'université Kwansei gakuin (関西学院大学, Kansei gakuin daigaku) est une université privée japonaise située à Nishinomiya, dans la préfecture de Hyōgo.

## Personnalités liées à l'institution
- Samuel Wainwright
- Masami Teraoka, peintre contemporain.
- Yūko Ōtsubaki, femme politique japonaise